# 桥圩镇
桥圩镇，是中华人民共和国广西壮族自治区贵港市港南区下辖的一个乡镇级行政单位。

## 行政区划
桥圩镇下辖以下地区：
桥圩街社区、桥圩村、新庆村、何平村、兴华村、徐村、蒙垌村、大垌心村、长塘村、下李村、青塘村、锦垌村、南兴村、振南村、新垌村、良塘村、杨村、南溪桥村、铜鼓岭村、东井塘村、永梧村、姚平村、震华村、新华村、新兴村和松马村。